# گور لانه‌کبوتری
هریک از گورها یا خاکستردان‌هایی که در یک مجموعه به‌صورت طبقه‌طبقه در دیوار تعبیه شده باشد را گور لانه‌کبوتری (انگلیسی: Columbarium) می‌گویند.
منظور از ساخت این نوع مکان‌ها، حفظ و نگهداری احترام‌آمیز خاکستردان‌ها در مکانی مرتب و به ردیف است به گونه‌ای که یافتن مشخصات و بازدید از آن‌ها آسان‌تر باشد. خاکستردان‌ها حاوی بازمانده پیکر درگذشتگان است که از مرده‌سوزخانه به گورستان آورده می‌شود.
گورهای لانه‌کبوتری از دیرباز وجود داشته و در قدیم در بیرون از برخی شهرها، بخشی از شهر مردگان را تشکیل می‌داده است. این گورها در قدیم بیشتر شکل دیواری داشتند که تابوت‌ها در آن قرار داده می‌شد اما امروزه بیشتر کاربرد این‌چنین دیوارهایی برای قرار دادن خاکستردان در آن‌ها است.

## نگارخانه

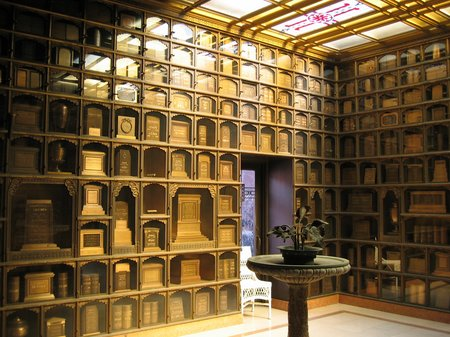
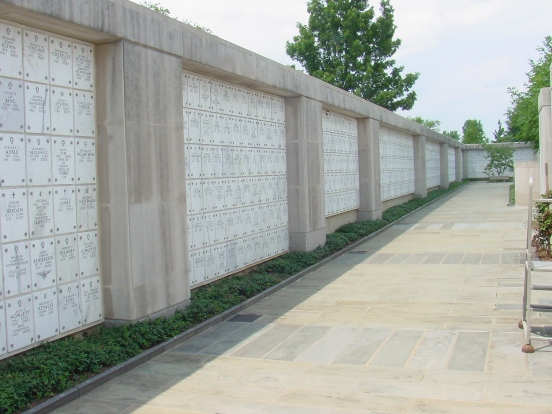
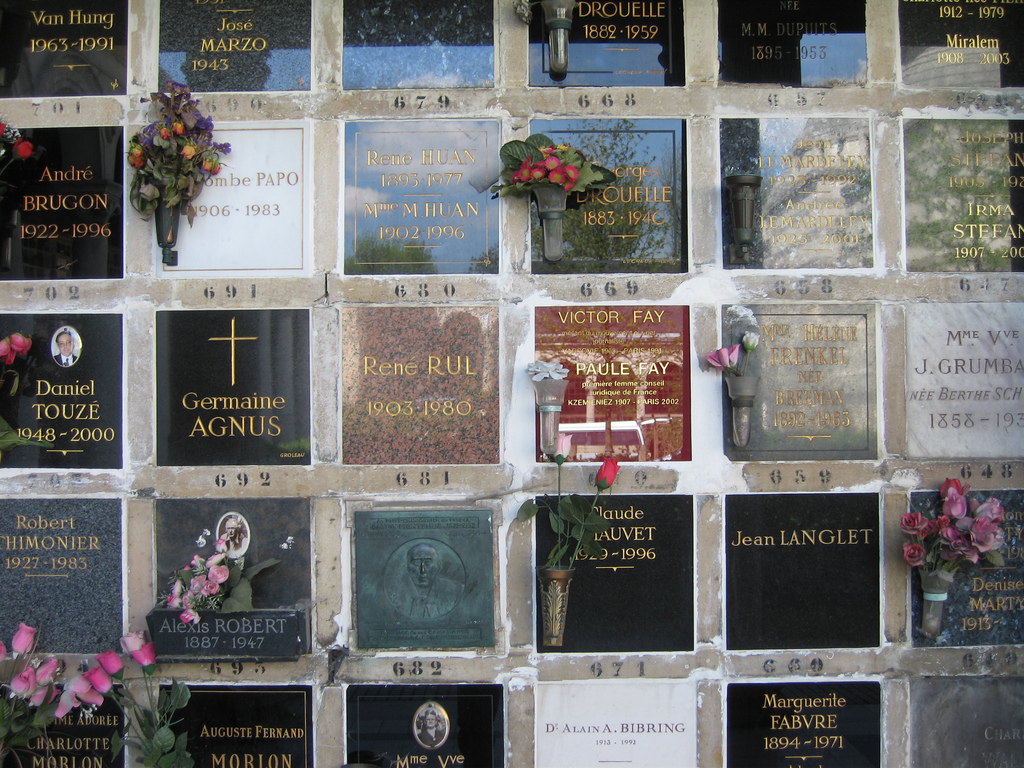
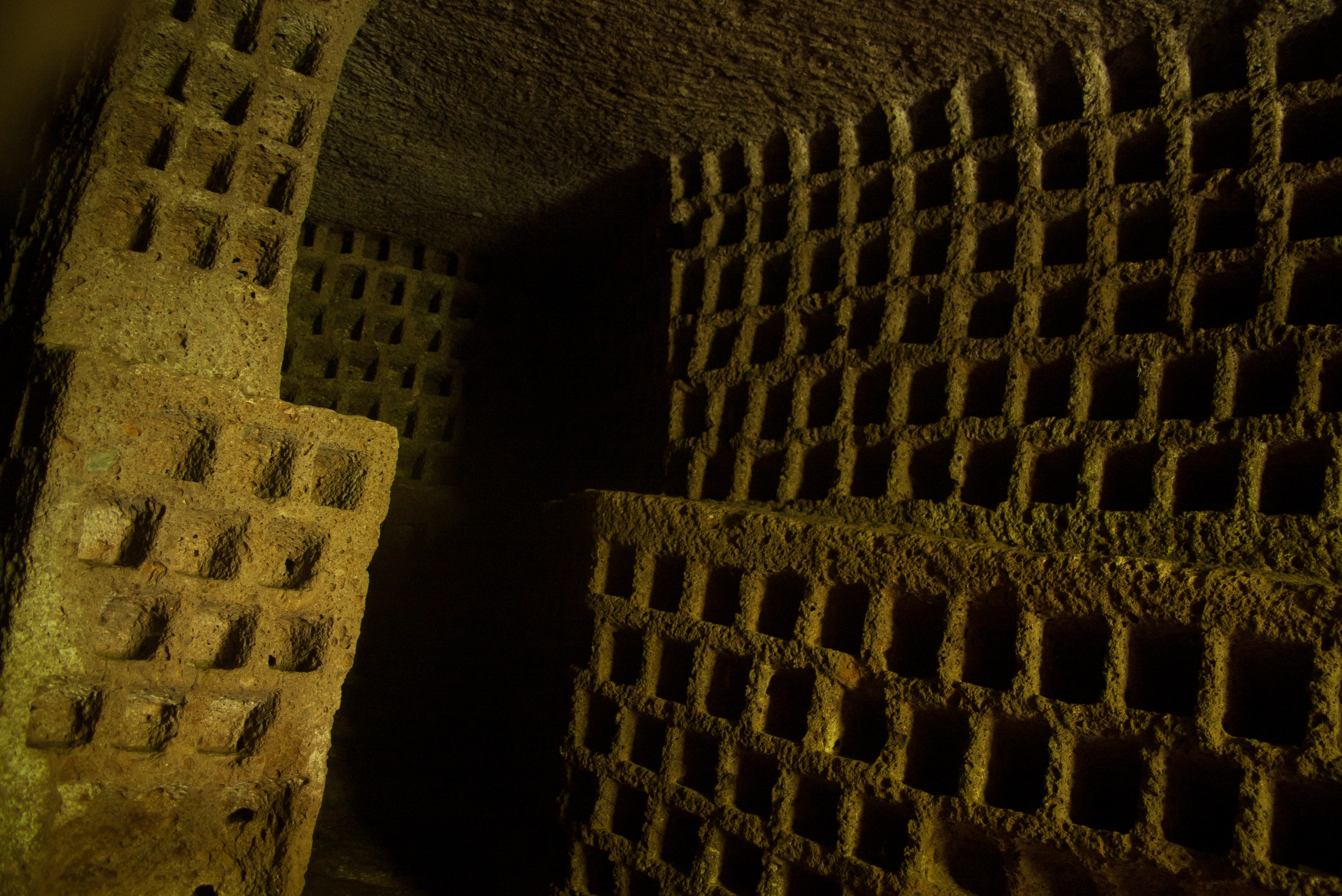
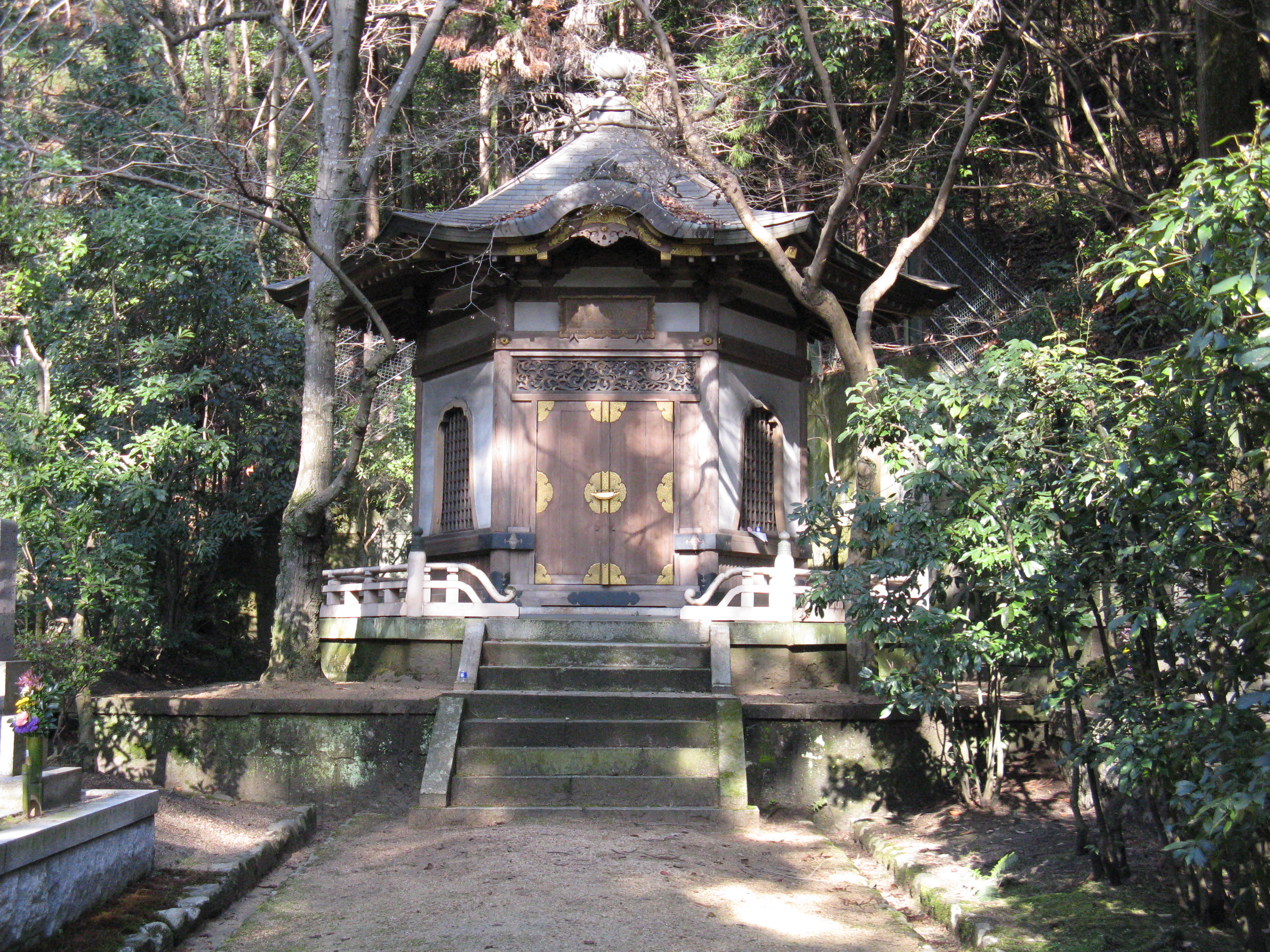